# 星期日时报 (斯里兰卡)
《星期日时报》（英語：The Sunday Times）是斯里兰卡每周出版的大报，为斯里兰卡的主要英文报刊。最初由现已不存在的时报集团（Times Group）出版，直到1991年被维贾亚报业接管。该报刊登了国防专栏作家伊克巴爾·阿森斯和阿梅恩·伊扎丁（Ameen Izzadeen）等记者的文章。每日版是《每日镜报》（Daily Mirror）。

## 历史
最初的《星期日时报》，《锡兰时报》成立于1846年。锡兰时报有限公司存在了131年，1977年被斯里兰卡政府接管。1986年，D.R.Wijewardena之子、维贾亚报业有限公司董事长Ranjith Wijewardena收购了正在清算的公司。《星期日时报》于1991年诞生。